# Productions de Mr. Porter

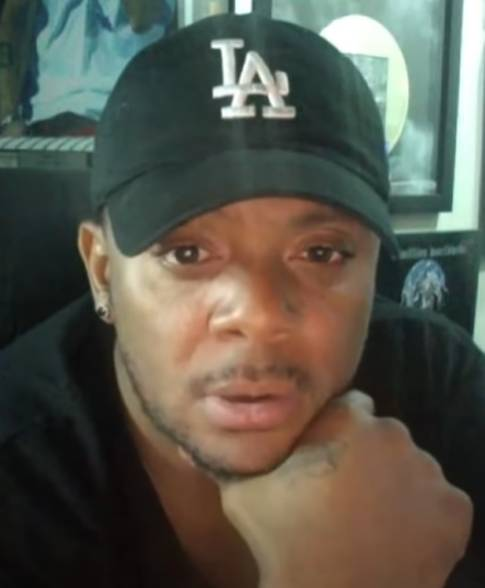
Mr. Porter en 2018

Cet article présente la liste des productions musicales réalisées par Mr. Porter.

## 1996
- D12 : The Underground EP

- Eminem : Infinite

## 1997
- Eminem : The Slim Shady EP
  - Low Down, Dirty
  - Just Don't Give a Fuck

## 1998
- Bizarre : Attack of the Weirdos
  - What What

## 2001
- D12 : Devil's Night
  - Shit Can Happen
  - That's How
  - Obie Trice (skit)

- The Outsidaz : The Bricks
  - State to State

## 2002
- Bande originale de 8 Mile
  - Rap Game de D12 feat. 50 Cent
  - Spit Shine de Xzibit
  - R.A.K.I.M. de Rakim

- Busta Rhymes : It Ain't Safe No More
  - Riot

- Eminem : The Eminem Show
  - When the Music Stops (Coproduit avec Eminem)

- Ras Kass : Goldyn Chyld
  - The Seance

- Xzibit : Man vs. Machine
  - Multiply feat. Nate Dogg

## 2003
- G-Unit : Beg for Mercy
  - Stunt 101

- Obie Trice : Cheers
  - Spread Yo Shit

- Ras Kass : Re-Up
  - Bend a Corner

- 50 Cent : Get Rich or Die Tryin'
  - P.I.M.P.
  - P.I.M.P. (remix) feat. G-Unit & Snoop Dogg

## 2004
- D12 : D12 World
  - I'll Be Damned
  - U R the One
  - Commercial Break
  - Good Die Young

- Proof : I Miss The Hip Hop Shop
  - You Know How 2

- Rohff : La Fierté des nôtres
  - 94

- D12 : My Band
  - B.N.U.

- Young Buck : Straight Outta Cashville
  - Look at Me Now

- Method Man : Tical Ø: The Prequel
  - We Some Dogs feat. Mr. Porter, Redman & Snoop Dogg
  - Crooked Letter I feat. Mr. Porter & Street Life

- Xzibit : Weapons of Mass Destruction
  - Ride or Die feat. Tone

- Snoop Dogg : R&G (Rhythm & Gangsta): The Masterpiece
  - Promise I

- DJ Kay Slay : The Streetsweeper Vol. 2: The Pain from the Game
  - Census Bureau feat. D12

## 2005
- Black Rob : The Black Rob Report
  - She's a Pro

- Lil' Kim : The Naked Truth
  - Slippin'

- Artistes divers : Anger Management 3
  - Stay Bout It
  - Onions for Sale

- Cuban Link : Chain Reaction
  - Tonight's the Night

- Bizarre : Hannicap Circus
  - Fuck Your Life feat. Sindee Syringe
  - Porno Bitches feat. Big Boi, Kon Artis & Devin the Dude
  - Nuthin' at All feat. D12

- Proof : Searching For Jerry Garcia
  - Slum Elementz feat. Mr. Porter, Mudd & T3

- Jin : The Rest Is History
  - C'Mon

## 2006
- Busta Rhymes : The Big Bang
  - They're Out to Get Me feat. Mr. Porter

- Method Man : 4:21 The Day After
  - Let's Ride feat. Ginuwine

- Monica Blaire : Portraits of Me
  - Get Back

- Snoop Dogg : Tha Blue Carpet Treatment
  - Beat Up on Yo Pads (Coproduit avec DJ DDT-Da Busta)

- The Game : Doctor's Advocate
  - Around the World feat. Jamie Foxx

## 2007
- Lil Skeeter : Midwest Mastermind
  - City of Struggle (D-Town)

- Keyshia Cole : Just Like You
  - Trifflin'

- Pharoahe Monch : Desire
  - When the Gun Draws
  - The Trilogy

- Soopafly : Bangin Westcoast
  - Get Ya Paper
  - Say It Again

- WC : Guilty by Affiliation
  - Paranoid feat. Ice Cube

- Little Brother : Getback
  - Extra Hard

- Playaz Circle : Supply & Demand
  - Paper Chaser

- DJ Drama : Gangsta Grillz: The Album
  - Beneath the Diamonds

- Buff1 : Pure
  - I Go

## 2008
- Guilty Simpson : Ode to the Ghetto
  - Robbery
  - Getting Bitches
  - Kinda Live

- Royce da 5'9" : The Bar Exam 2
  - We Deep

- Above Ave. : Mission
  - Fantastic
  - Do It For You (More)
  - I Won't Lose
  - Us Ride
  - S.F.'s Finest (Fire!!!)

- Bishop Lamont : The Confessional
  - The Greatest Trick

- Black Milk : Caltroit
  - Juggernauts

## 2009
- Jadakiss : The Last Kiss
  - Smoking Gun

- Busta Rhymes : Back on My B.S.
  - Decision feat. Mary J. Blige, Jamie Foxx, John Legend & Common

- Slaughterhouse : Slaughterhouse
  - Salute
  - Cut You Loose

- The Fam : Family Business
  - Get Off My Ass

- Royce da 5'9 : Street Hop
  - Mine in Thiz
  - Thing for Your Girlfriend

- Marv Won : House Shoes Presents: The Way of the Won
  - What Up
  - Thin Ice
  - Need to Know

- D-Block : Presents: Prepare for Glory
  - 7 Days 6 Nights

## 2010
- Eminem : Recovery
  - On Fire

- Kuniva : Retribution
  - Diamonds and Gold feat. Mr. Porter
  - Hurry Up and Buy
  - Die Young
  - Clyde The Glyde
  - Where The Heart Is

- DJ Kayslay : More Than Just a DJ
  - Thug Luv

- Tha Dogg Pound : 100 Wayz
  - I Fear's No One

## 2011
- D12 : Return of the Dozen Vol. 2
  - Let's Go
  - On Fire Freestyle
  - Fuck In The Trunk

- Bad Meets Evil : Hell: The Sequel
  - Above the Law
  - I’m On Everything
  - Take from Me
  - Loud Noises feat. Slaughterhouse
  - Living Proof

## 2017
- Eminem : Revival
  - Believe (production additionnelle)
  - Chloraseptic (featuring Phresher)
  - Untouchable